# Ai Shite Knight
Ai Shite Knight (яп. 愛してナイト Аиситэ Найто, букв. «Люби меня, [мой] рыцарь») — манга, созданная Каору Тада в начале 1980-х. На основе сюжета манги анимационной студией Toei Animation в 1983 году был выпущен аниме-сериал. Всего было создано 42 серии. Над некоторыми сериями работал известный дизайнер Синго Араки, известный также благодаря другим работами, таким как Cutey Honey, Majokko Megu-chan и Saint Seiya. В Германии выходило под названием «Rock’n’roll kids», во Франции «Kiss me Licia», в Италии и Испании «Bésame Licia»

## Сюжет
В отличие от большинства аниме своего времени и своего жанра Ai Shite Knight посвящён не девочкам-волшебницам, а более реалистичной истории.
Главная героиня 18-летняя Аэко «Якко» Митамура живёт в Осаке и работает в ресторане окономияки со своим отцом. Однажды она встречает маленького мальчика Хасидзо с котом Юлианом. Мальчик потерял своих родителей в детстве и его растит старший брат. Брат Хасидзо Го Като — солист новой рок-группы Bee Hive. Когда Го и Аэко встречаются, между ними начинается длинный и запутанный роман.
Группа Be Hive основаны на группах тогдашних лет, в том числе 44Magnum и The Stalin.

## Персонажи
Аэко «Якко» Митамура (яп. 三田村 八重子 Митамуро Аэко) — главная героиня, работает в ресторане окономияки со своим отцом. Посещает вечерние занятия в университете. Якко очень романтичная и робкая девушка. Один из постоянных посетителей ресторана, длинноволосый красавец Сатоми Окава уделяет много внимания девушке. Однажды Якко встречает Го и его младшего брата Хасидзо, которые изменяют навсегда её жизнь. Позже выясняется, что Го и Сатоми — друзья и члены одной рок-группы. Девушке предстоит сделать тяжёлый выбор между ними.
Сэйю: Мицуко Хориэ
Го Като (яп. 加藤 剛 Като Го) — главный герой, а также солист рок-группы Bee Hive. Учится в том же университете, что и Аэко. Живёт в маленькой квартире вместе со своим младшим братом Хасидзо. Надеется в будущем стать профессиональным и успешным музыкантом. Имеет имидж самоуверенного, очаровательного плейбоя. Несмотря на это, влюбляется в Якко.
Сэйю: Исао Сасаки
Хасидзё Като (яп. 加藤橋蔵 Като Хасидзо) — младший брат Го. Его настоящее имя Хидэки, но был переименован старшим братом после смерти родителей. На самом деле Хасидзо сводный брат, так как отец Го ещё давно погиб в автокатастрофе. После смерти родителей Го, будучи подростком, взял на себя ответственность ухаживать за новорождённым братом. Из-за того, что старший брат всё время занят и тренируется в обрасти музыки, Хасидзо часто играет в одиночестве со своим котом. После того, как встречается Якко, очень привязывается к ней.
Сэйю: Юко Мита
Юлиан (яп. ジュリアーノ) — ручной кот Хасидзо, также его лучший друг. Он очень умён и интеллигентен, но при этом сварлив. Выступает в роли комического персонажа.
Сатоми Окава (яп. 大川里美 Окава Сатоми) — член рок-группы Bee Hive, играет на клавишных. Также лучший друг Го. Он из богатой семьи, невероятно талантливый музыкант. В отличие от Го спокоен. Учится в том же университете, что и Го, в свободное время даёт частные уроки по фортепиано. Ещё до главных событий был влюблён в Якко, однако когда узнаёт о том, что Го и Якко встречаются, временно покидает группу.
Сэйю: Кацудзи Мори
Сигэмаро Митамура (яп. 三田村 しげまろ Митамура Сигэмаро) — отец Якко, держит свой ресторан. Очень любит свою дочь. Но, несмотря на это, очень консервативен, так например категорически был против отношений Якко и рок-музыкантов. Большой поклонник Энки.
Сэйю: Такэси Аоно
Исудзу Фудзита (яп. 藤田 五十鈴 Фудзита Исудзу) — лучшая подружка Якко. Большая фанатка рок-группы Bee Hive. Также влюблена в Го и пытается привлечь его внимание. В конечном счёте влюбляется в гитариста Эйдзи и выходит за него замуж.
Сэйю: Сатоми Мадзима

## Список серий
- 01. El encuentro
- 02. Misogynist Giuliano
- 03. Still early for a kiss
- 04. Rock 'n' roll fated meeting
- 05. Gou and Yakko wedding’s dolls
- 06. Platonic Love at Midnight
- 07. Chic love triangle
- 08. Forgotten Love Song
- 09. No era un beso
- 10. Birthday Present of Love
- 11. Good-bye Gou
- 12. A puzzling love
- 13. Freeway of Sorrow
- 14. La noche de las despedidas
- 15. Hashizou-chan swept off her feet
- 16. Buscando a Licia
- 17. Ideal Man Giuliano
- 18. El accidente de Manuela
- 19. Hashizou-chan’s birthday
- 20. Lonely boy at night
- 21. Go! Gou! Bee Hives
- 22. Dawn at the beach
- 23. Hot kiss in the forest
- 24. Together in the storm
- 25. Summer festival’s samba
- 26. Hot song by the lake
- 27. Interchange of love
- 28. Yakko’s first kiss
- 29. Baby I Love You
- 30. A call of love from the starry sky
- 31. The return of the wedding doll
- 32. The wedding of love and sadness
- 33. Solitary heart
- 34. Prelude to farewell
- 35. The drum machine is broken
- 36. The fire of love
- 37. The lullaby from Paris
- 38. The melody of the little star
- 39. El pran de Elisa y Jorge
- 40. A ballard the colour of snow
- 41. The lovers’s concerto
- 42. Boda a la vista

## Критика
Во многом Ai Shite Knight выделяется своей музыкой. Для музыкальных групп в аниме были написаны не обрывки композиций, а полноценные псевдохиты. По мнению рецензента AnimePlanet, начальная композиция легко может «привязаться», а завершающая не стоит повторного прослушивания.
Рецензент Anime News Network Майк Тул также отмечает высококачественную анимацию и восхитительную палитру цвета в аниме. В то же время рецензент AnimePlanet хоть и признает чистоту цвета, но все же называет анимацию порядком устаревшей и примитивной.

## Продолжения
Благодаря популярности аниме в Италии был снят сериал с четырьмя сезонам: Love me Licia, Licia dolce Licia, Teneramente Licia и Balliamo e cantiamo con Licia в жанре подростковой мыльной оперы.